# Bruce Kulick

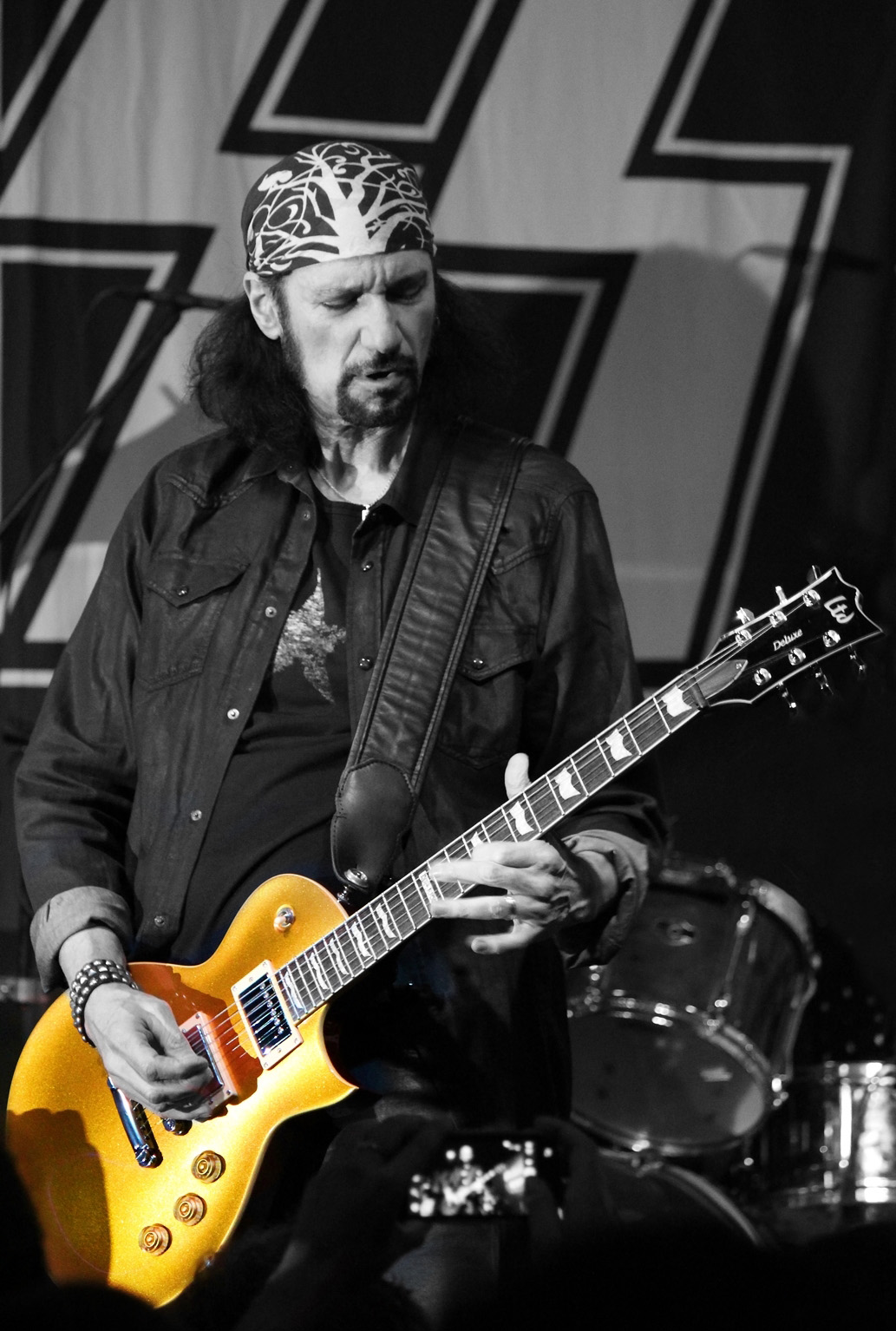
Bruce Kulick (2016)

Bruce Kulick (* 12. Dezember 1953 in Brooklyn, New York City) ist ein US-amerikanischer Rockmusiker und Mitglied der Band Grand Funk Railroad. Bekannt wurde er als langjähriger Gitarrist der Band Kiss.

## Karriere
Bruce Kulick startete seine professionelle Karriere gemeinsam mit seinem Bruder Bob Kulick als Gitarrist der Tourband von Meat Loaf während der Bat Out Of Hell-Tour 1977-'78. Außerdem war er zu dieser Zeit Gitarrist in der Band Blackjack, deren Sänger Michael Bolton (noch unter seinem Geburtsnamen Bolotin) war. Kulick und Bolton waren bei Blackjack die maßgeblichen Songschreiber für die beiden Alben Blackjack (1979) und Worlds Apart (1980). Kulick nahm 1980 als Sessiongitarrist an den Aufnahmen zu den Alben Tale Of The Tape von Billy Squier und Where's My Hero von Rozetta teil, dann wandte er sich einem neuen Bandprojekt zu und wurde Mitglied von The Good Rats. Mit dieser Gruppe nahm er 1981 das Album Great American Music auf. Seine Fähigkeiten als Gitarrist waren außerdem für das Album Gypsy! von Stevie gefragt; Kulick steuerte auch  Michael Boltons erstem Soloalbum Gitarrenparts für zwei Songs bei.
Im Dezember 1984 ersetzte Kulick den an einer Form der Arthritis erkrankten Mark St. John bei Kiss an der Leadgitarre. Insgesamt spielte Kulick zwölf Jahre bei Kiss und spielte auf den Alben Asylum, Crazy Nights, Hot in the Shade, Revenge und Carnival of Souls.
Im Jahr 1995 spielte Kiss bei MTV Unplugged. Bei diesem Auftritt stiegen die Gründungsmitglieder von Kiss, Peter Criss und Ace Frehley, bei den Zugaben ein. Die Erfahrungen beim Auftritt mit Criss und Frehley bei der Unplugged-Show waren so positiv, dass die Gruppe 1996 in der Ur-Besetzung und wieder mit Make-up auf Tournee ging. Dadurch musste Kulick gemeinsam mit dem damaligen Schlagzeuger Eric Singer, der heute wieder mit der Gruppe spielt, die Band verlassen.
Daraufhin gründete Kulick mit dem bei Mötley Crüe entlassenen Sänger John Corabi, dem Schlagzeuger Brent Fitz und dem Bassisten Jamie Hunting 1996 die Band Union, mit der er drei Alben veröffentlichte. In dieser Zeit war er auch Teil des Eric Singer Projects (E.S.P.), einer Cover-Band, in der auch Kiss-Schlagzeuger Eric Singer, Sänger John Corabi und Bassist Karl Cochran mitwirkten. Seit 2001 ist er Leadgitarrist der Band Grand Funk Railroad. 2006 spielte er bei It Snows in Hell auf dem Album The Arockalypse von Lordi die Leadgitarre. 2010 spielte  er auf dem  Lordi-Album "Babez for Breakfast" bei dem Song "Call of the Wedding" den Solopart.
Bruce Kulick ist Gitarrist auf einer Vielzahl von Tribute-Alben für andere Künstler, von denen viele von seinem Bruder Bob produziert wurden.
Kulick veröffentlichte drei Soloalben. Das erste mit dem Titel Audio Dog stammt aus dem Jahr 2001, 2003 folgte das Album Transformer. 2010 erschien BK3, auf dem unter anderem Gene Simmons, John Corabi, Tobias Sammet und Doug Fieger als Gastsänger mitwirkten.
Am 4. Januar 2014 heiratete Kulick seine Freundin Lisa Lane.

## Diskografie

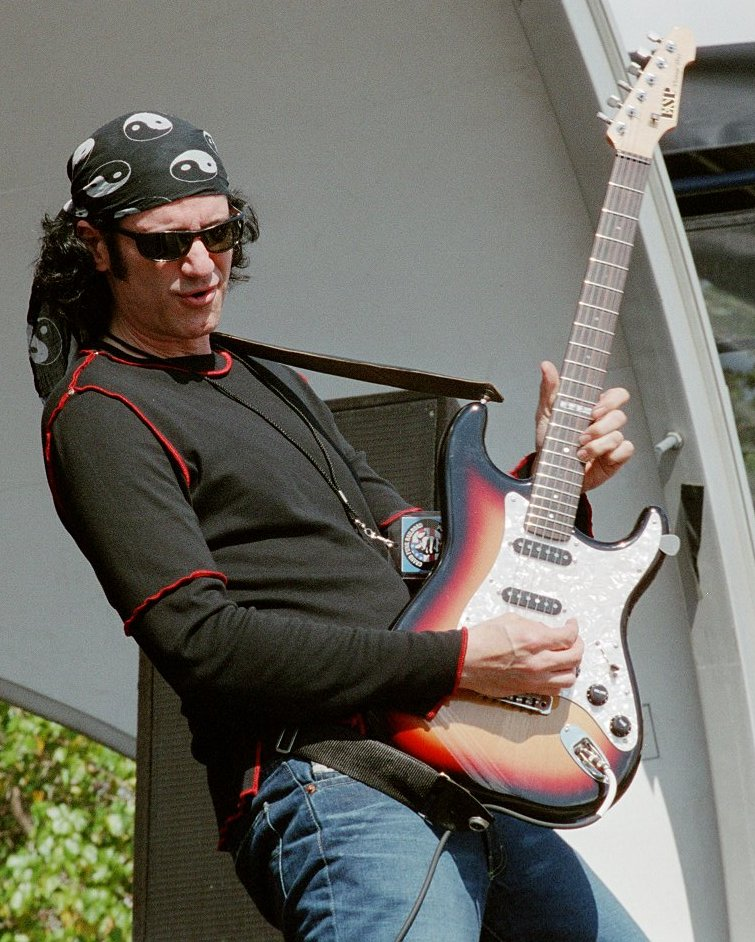
Bruce Kulick, 2002

### MitMike Katz,Guy Bois
- KKB 1974 (2008)
- Got to Get Back (2015)

### MitRosetta
- Where's My Hero (1980)

### MitBilly Squier
- The Tale of the Tape (1980)
- Reach for the Sky (1996)

### Mit Blackjack
- Blackjack (1979)
- Worlds Apart (1980)

### Mit The Good Rats
- Great American Music (1981)
- WBAB Radio Sampler (1981)
- WPDH Poughkeepsie Radio Sampler (1982)
- Tasty Seconds (1996)
- Blue Collar Rats: The Lost Archives (2012)

### MitMichael Bolton
- Michael Bolton (1983)
- Everybody's Crazy (1985)
- The Hunger (1987)

### MitKiss
- Animalize (Leadgitarre bei den ersten beiden Lieder "Lonely Is the Hunter" und "Murder in High Heels") (1984)
- Asylum (1985)
- Crazy Nights (1987)
- Smashes, Thrashes & Hits (1988)
- Hot in the Shade (1989)
- Revenge (1992)
- Alive III (1993)
- MTV Unplugged (1996)
- Carnival of Souls: The Final Sessions (1997)
- Psycho Circus Bass an ("Psycho Circus" title track) rückwärts Gitarren-Intro und Solo (on "Within"), Rhythmus und Bassgitarre (an "Dreamin'") (1998)
- Music From the Motion Picture "Detroit Rock City" (bass on "Nothing Can Keep Me From You") (1999)
- The Box Set (2001)

### Kiss-Video-Alben
- Animalize Live Uncensored (1985)
- Exposed (1987)
- Crazy Nights (1988)
- X-treme Close-Up (1992)
- Kiss Konfidential (1993)
- Kiss My Ass: The Video (1994)
- Kiss Unplugged (1996)
- Kiss: Beyond the Makeup (2001)
- Kissology Volume Two: 1978–1991 (2007)
- Kissology Volume Three: 1992–2000 (2007)

### MitUnion
- Demo (1997)
- Promo releases (1998)
- Union (1998)
- Bruce Kulick and John Corabi - Promo Tour Europe 1998 (1998)
- Live in the Galaxy (1999)
- The Blue Room (2000)

### Union Video-Alben
- Do Your Own Thing Live! (2005) auch (ausführender Produzent) / (Produzent) und (Konzept)

### MitESP (Eric Singer Project)
- Lost & Spaced (1998)
- ESP (1999)
- Live in Japan (2006)
- Live at the Marquee DVD (2006)

### MitGrand Funk Railroad
- Bruce Kulick unreleased songs performed live (2003)

### Solo-Alben
- Audiodog (2001)
- Transformer (2003)
- BK3 Ltd Australian EP (2009)
- BK3 (2010)

### Andere Arbeiten
- The Andrea True Connection - Don Kirschner's Rock Concert performance in Los Angeles, California (1976)
- Meat Loaf - Live (My Father's Place) (Promo-LP) (1978)
- Michael Wendroff – Kiss the World Goodbye (1978)
- Philippe Saisse - Fighting For Life (1981)
- Stevie – Gypsy! (1984)
- Maria Vidal - Self-titled album (1987)
- Ronnie Spector – Unfinished Business (1987)
- Electric Angels - 3 track demo (1988)
- Paul Dean - Hardcore (1988)
- Don Johnson – Let It Roll (1989)
- Shocker Original Soundtrack - No More Mr. Nice Guy - the Music (1989)
- Shocker The Music - A Shocking Sampler (promo EP) (1989)
- Silent Rage - Don't Touch Me There (1989)
- Skull – No Bones About It (1991)
- Guitar's Practicing Musicians – Vol. II (1991)
- Blackthorne – Afterlife (1993)
- Christine Lunde - Bruce Kulick recording sessions (1995–1997)
- Murderer's Row - Self-titled album (1996)
- Tribute to Queen – Dragon Attack (1996) Leadgitarre an "Save Me"
- Rod Stewart Tribute - Forever Mod (1997)
- V/A - Return of the Comet: A Tribute to Ace Frehley (1997)
- C. Appice's Guitar Zeus - Channel Mind Radio (1998)
- Garbo Talks - Self-titled album (1998)
- Mark Mangold – Mystic Healer (1998)
- Laidlaw - Sample This EP (1998)
- Eric Carr - Rockheads EP (1999)
- Shameless – Backstreet Anthems (1999)
- Graham Bonnet – The Day I Went Mad (1999)
- Boot Camp – As You Were (1999)
- Van Halen Tribute - Hot For Remixes (1999)
- Laidlaw - First Big Picnic (1999)
- Eric Carr – Rockology (1999) Produziert von Bruce Kulick.
- Shameless – Queen 4 a Day (2000)
- Tribute to Van Halen – Little Guitars (2000) Produziert von Bob Kulick.
- Ozzy Osbourne Tribute – A Tribute to Ozzy: Bat Head Soup (2000)
- Bret Michaels – A Salute to Poison (American band): Show Me Your Hits" (2000)
- A Tribute to Metallica – Metallic Assault (2000)
- Orrin Bolton - Freedom (2000)
- Queen Tribute - Stone Cold Queen (2001)
- Aerosmith Tribute - Let The Tribute do the Talkin' (2001)
- Meat Loaf – Bat Out of Hell (re-issue; 2001) Gitarre auf Bonus-Live-Tracks
- Vai/Satriani Tribute - Lords of Karma (2002)
- Bonfire - 29 Golden Bullets (2002)
- Todd Rundgren - And His Friends (2002)
- Shameless - Splashed (2002)
- Sweet Tribute - Sweet F.A. (2002)
- Pink Floyd Tribute – An All-Star Lineup Performing the Songs of Pink Floyd (2002)
- Todd Rundgren – Re-Mixes (2003)
- Tim Cashion - Wake On Up (2003)
- Rolando D'Lugo - Pasos (2003)
- Chris Catena – Freak Out (2003)
- Sweet Tribute - According to Sweden (2004)
- Kanye West - College Dropout (2004)
- Kiss Tribute – Spin The Bottle (2004)
- Gene Simmons – Asshole (2004)
- AC/DC Tribute - We Salute You (2004)
- Metallica Tribute - Metallic Attack (2004)
- Birgit - Control (2004)
- Audiovision - The Calling (2005)
- An All-Star Tribute to Shania Twain (2005)
- Gods of Thunder - A Norwegian Tribute (2005)
- Shirleys Temple - Guinea Pigs (2005)
- Bruce and Bob Kulick – KISS Forever (2005) KISS Instructional DVD
- Tribute to Iron Maiden – Numbers from the Beast (2005) Gitarre zum Lied Can I Play With Madness.
- An All-Star Tribute to Cher (2005)
- Radioactive - Taken (2005)
- Birgit - Sticky Tales (2005)
- Lordi – The Arockalypse (2006) - Leadgitarre an "It Snows in Hell"
- Jill Jenson - Self-titled album (2006)
- 80s Metal Tribute to Van Halen (2006)
- Paul Stanley – Live to Win (2006)
- Butchering the Beatles - BEATLES Tribute (2006)
- Lordi - It Snows in Hell (CD single) (2006)
- Lordi - It Snows in Hell (DVD video single) (2006)
- Six Hours - Self-titled album (2006)
- Lion's Share - Emotional Coma (2007)
- Chris Catena - Booze, Brawds and Rockin Hard (2007)
- Frankie Banali & Friends - 24/7/365 A Tribute to Led Zeppelin (2007)
- Waiting 4 Wyatt - Nowhere But Up (2007)
- Thomas Ian Nicholas - Without Warning (2008)
- Michael Schenker – Doctor Doctor: The Kulick Sessions (2008)
- YAYO - the demo's (2008)
- Led Box – The Ultimate Led Zeppelin Tribute: Dazed & Confused (2008)
- Chris Catena – Discovery (2008)
- Amanda Marsh - I Wanna Be Where You Are (2008)
- Silent Rage - Four Letter Word (2008)
- Faith Circus - Self-titled album (2008)
- We Wish You a Metal Xmas and a Headbanging New Year (2008)
- Northern Light Orchestra - The Spirit of Christmas (2008)
- Don Saint-Thomas - The Human Nation (2009)
- Balance – Equilibrium (2009)
- Thomas Nicholas - Without Warning Acoustic (2009)
- Chris Laney - Pure (2009)
- Channel Theory - These Things (2009)
- Tim „Ripper“ Owens - Play the Game (2009)
- Guitar Zeus - Conquering Heroes (2009)
- Northern Light Orchestra - The Spirit of Christmas (2009)
- Sebastian Gava - Spanish Version (2009)
- The Dead Elvi - A Taste of Blood ! (2010)
- Marina V. - The Star (2010)
- Avantasia – The Wicked Symphony (2010)
- Avantasia – Angel of Babylon (2010)
- Sapgir - Lapse of Time (2010)
- Sebastian Gava - English Version (2010)
- Chris Laney - Only Come Out at Night (2010)
- Mark Sweeney - All In (2010)
- Rockstar Superstar Project - Serenity (2010)
- Lordi – Babez for Breakfast (2010) - Leadgitarre an "Call Off The Wedding"
- Northern Light Orchestra - Celebrate Christmas (2010)
- Eric Carr – Unfinished Business (2011)
- John Corabi - Unplugged (2012)
- Don Saint-Thomas - Never Say Never (2012)
- Avantasia – The Mystery of Time (A Rock Epic) (2013)
- Tomas Bergsten's Fantasy – Caught in the Dark (2013)
- Mocassin Creek - The Big Dawgs EP (2013)
- H. P. Lovecraft Historical Society – Dreams in the Witch House – A Lovecraftian Rock Opera (2013)
- Michael Jackson Tribute – Thriller: A Metal Tribute to Michael Jackson (2013)
- Andrew London – When I Saw Your Ghost (2013)
- Lisa Lane and Himself - I Dreamed of You (2014)
- DJ Peace – Do You Love Me? (Tribute to KISS) (2014)
- Andrew London - Hard Light (2014)
- Captain Black Beard - Before Plastic (2014)
- Randy Rhoads Tribute – Immortal Randy Rhoads: The Ultimate Tribute (2015)
- The Fantastic Four - Vol. 2 (2015)
- Dreams in the Witch House - The Refuge of Penitence (featuring Bruce Kulick) (2015)
- Andrew London - American Summer (2015)
- Paco Ventura Black Moon – En tu piel (2015)
- Dreams in the Witch House - Signum Crucis: Unholy Mutation (2016)
- Avantasia – Ghostlights (2016)
- Dreams in the Witch House - Madness Is My Destiny (Orchestral Version) (2016)
- Lita Ford – "Time Capsule"- "Rotten to the Core" (2016)
- Wally Wingert and Bruce Kulick - Ruby (Don't Take Your Love to Town) (2016)
- Sebastian Gava - Uncensored (2016)
- Robert Haglund - I Wanna Be Somebody (2016)
- Blackthorne - Don't Kill the Thrill (2016)
- Sky of Forever - Self-titled album (2016)
- Sisters Doll - All Dolled Up (2017)
- Bobby Kimball - Mysterious Sessions (2017)
- Lisa Lane Kulick - If I Could Show You (2017)
- Cronzell - Rock & Roll Keeps You Young (2017)
- Dreams in the Witch House - Fevered Dreams from the Witch House (2017)
- The Wires - Tonight (2017)
- Bob Kulick (1950–2020) - Skeletons in the Closet (2017)
- Debby Holiday - Free2B (2017)
- Northern Light Orchestra - Star of the East (2017)
- Gene Simmons - The Vault: Bruce Kulick Related (2018)
- ZooParty - Lardass (2018)
- Pan Rocks - Project LA (EP) (2018)
- Robert Haglund - You Matter to Me (2018)
- RebelStar - All Messed Up (single) (2018)
- Darren Phillips Project - My Last Breath (2018)
- ColdTears – "Silence Them All (2018) Leadgitarre an "Miracle"
- Skull - II - Now More Than Ever (2018)
- Thomas Zwijsen - Nylon Metal (2018)
- Blue Ruin - Green River Thriller (2018)
- Mike Dalager - Star Spangled Banner (2018)
- Marius Danielsen - Valley Doom Part 2 (2018)
- Douglas Blair - The First Noel (2018)
- Avantasia - The Rock Hard EP (2019)
- Dreams in the Witch House - Sanitarium (2019)
- Jason Mapes - The Devil Plays Guitar (2019)
- Dreams in the Witch House - Penitentiary (2019)
- Blackthorne - Anthology, 3CD Box (2019)
- Velvet Insane - A Brand New Start (2019)
- Wolfpakk - Nature Strikes Back (2020)
- Marty and the Bad Punch - Walk a Straight Line (2020)
- Guitars Against COVID-19 (Coronavirus) - Synchronicity II (2020)
- Kuarantine feat. Chris Jericho - Heart of Chrome (2020)
- The Connected Isolation Project - Modern World (2020)
- Patrick James Band - Unite Together (2020)
- At the Movies - Movie Hits of the 80's (2020)
- Ace Frehley – Origins Vol. 2 – Leadgitarre an "Manic Depression" (2020)
- Chris Manning - Destination (2020)
- East Temple Avenue - Both Sides of Midnight (2020)
- Phil Proietti - A Tribute to KISS (2020)
- Reggae Kiss - Tears are Falling (2021)
- Shameless - Live Your Dream (2021)
- Mark Peace Thomas - Rock Star Delusion (2021)
- Bruce Kulick and Eric Singer - Heaven (2021)
- Reggae Kiss - Remasked (2021)
- Balance - The World I Used to Know (2021)
- Martin Motnik - Dream Chaser (2021)
- Guitar Zeus - 25th Anniversary Box Set (2021)
- Various Artists - Carr Jam 21 (EP) (2022)
- Shameless - So Good, You Should (2022)
- Highway Sentinels - The Waiting Fire (2022)
- Various Artists - The Metal Hall of Fame All-Stars - Leadgitarre an "Worlds Apart" (2023)
- Supremacy - Influence - Leadgitarre an "Mr. Big Shot" (2023)
- Chris Manning - Reach the Sky - Leadgitarre an "Fly Over the Walls" (2023)
- Dario Imaz - Vox Popurri - Vol. I - Leadgitarre an "Ciudad Tóxica" (2023)
- Crazy Lixx - Sword and Stone (Single) (2023)
- Faith Circus - Burn in the Sun (2024)
- Crazy Lixx - Two Shots at Glory (2024)

## Filmografie

### Darsteller
- Billy Squier: You Should Be High Love (Music Video 1980) - Himself
- Billy Squier: The Big Beat (Music Video 1980) - Himself
- Kiss: Who Wants to Be Lonely (Music Video 1985) - Himself
- Kiss: Uh! All Night (Music Video 1985) - Himself
- Kiss: Thrills in the Night (Music Video 1985) - Himself
- Kiss: Tears are Falling (Music Video 1985) - Himself
- Kiss: Reason to Live (Music Video 1987) - Himself
- Kiss: Rock and Roll All Nite, Version 2 (Music Video 1987) - Himself
- Kiss: Crazy Crazy Nights (Music Video 1987) - Himself
- Kiss: Turn on the Night (Music Video 1988) - Himself (auch Hintergrundgesang) / (Musiker: Leadgitarre)
- Kiss: Let's Put the X in Sex (Music Video 1988) - Himself
- Kiss: (You Make Me) Rock Hard (Music Video 1989) - Himself
- Kiss: Hide Your Heart (Music Video 1989) - Himself
- Kiss: Forever (Music Video 1990) - Himself
- Kiss: Rise to It (Music Video 1990) - Himself
- Kiss: God Gave Rock 'n' Roll to You II (Music Video 1991) - Himself
- Kiss: I Just Wanna (Music Video 1992) - Himself
- Kiss: Domino (Music Video 1992) - Himself
- Kiss: Unholy (Music Video 1992) - Himself
- Kiss: Every Time I Look at You (Music Video 1992) - Himself (nicht im Abspann)
- Kiss: I Love It Loud - Live (Music Video 1993) - Himself
- Kiss: Every Time I Look at You: Unplugged (Music Video 1995) - Himself
- Lordi: It Snows in Hell (Music Video 2006) - Himself
- Kiss: I Stole You Love (Live in Sao Paulo, Brazil) (Music Video 2008) - Himself (Nicht im Abspann)
- Kiss: I Stole You Love (Live in San Antonio, TX) (Music Video 2009) - Himself (Nicht im Abspann)

### Komponist
- Bonfire: Sword & Stone (Music Video 1989)
- Yami no Bansosha (TV Series 2015) (5 episodes) (als Grand Funk Railroad)

### Musikabteilung
- Northern Light Orchestra (Documentary 2009) (Musiker)
- My Trip to the Dark Side (Video 2011) (Soundtrack Schriftsteller/Künstler "Fate")

### Soundtrack
- Shocker (1989) (Schriftsteller: "Sword and Stone")
- Scorned (1993) (Schriftsteller: "We Won't Be Forgotten")
- Goolians: a Docu-Comedy (Video documentary 2006) (Künstler: "True Blue Goolian")
- Alarm für Cobra 11 - Die Autobahnpolizei (Alert for Cobra 11 - The Highway Police) (TV Series 2010) (künstler - 1 folge)
- Balls to the Wall (2011) (künstler: "Life", "Final Mile")

### Selbst
- The Old Grey Whistle Test (TV Series 1978) (1 episode, 1978) (auch Musiker - 1 folge)
- Saturday Night Live (TV Series 1978) (1 episode, 1978) (auch Musiker - 1 folge)
- Midnight Special (TV Series 1978) (2 episodes, 1978) (auch Musiker - 1 folge)
- Rockpalast (TV Series 1978) (1 episode, 1978) (auch Musiker - 1 folge)
- The 25th Annual American Music Awards (TV Special 1998) - Himself (als Kiss)
- Tale of the Fox (Video documentary 2000) - Himself (auch assoziierten Produzent)
- Spin the Bottle: an All-Star Tribute to Kiss (Video short 2004) - Himself
- Kiss Forever: 3 Decades of Kiss Classics (Video 2006) - Himself
- Rock 'n' Roll Fantasy Camp (TV Special 2006) - Himself - Camp Counselor
- Livin' on a Prayer (Short 2007) - Himself
- All Stars of Rock Guitar (2009) - Himself
- Bruce Kulick: Creating BK3 (Video short 2010) - Himself (auch Schriftsteller und Produzent)
- Red Carpet Report (TV Series short 2010) - Himself (1 episode, 2010)
- That Metal Show (TV Series 2010) - Himself - Guest (1 episode, 2010)
- Great American Rock Anthems: Turn It Up to 11 (TV Movie documentary 2013) Himself - Guitarist, Meat Loaf
- Turn it Up! (Documentary 2014) - Himself
- No More Mr. Nice Guy: The Music of Shocker (Video short 2015) - Himself
- Friend or Foe (TV Series 2015) - Self - Guest (1 episode, 2015)
- The Red Booth (TV Series 2016) - Himself (1 episode, 2016)
- Cut N' Dry Talent TV (TV Series 2017) - Himself - Cameo (1 episode, 2017)
- KISS och gitarristen som försvann (And the Guitarist who Disappeared) (TV Movie documentary 2017) - Himself
- What is Classic Rock? (Documentary 2018) - Himself
- Blood, Frets & Tears (Documentary 2019) - Himself
- Rock is Dead? (Documentary 2019) - Himself
- Concerts 2016–2019 (Documentary 2019) - Himself
- The Grindhouse Radio (TV Series 2020) - Himself (1 episode, 2020)
- The Top Ten Revisited (TV Series 2020) - Himself (2 episodes, 2020)
- Rock Camp (Documentary 2021) - Himself
- Biography: KISStory (TV Special documentary 2021) - Himself
- Randy Rhoads: Reflections of a Guitar Icon (Documentary 2022) - Himself
- Enter The Fox (Documentary) - Himself
- You Wanted the Best... You Got the Best: The Official Kiss Movie (Documentary) - Himself

### Archivaufnahmen
- Kiss: Rock and Roll all Nite (Dazed and Confused) (Music Video 1993) - Himself (Archivaufnahmen und audio-)
- 20th Century Masters: The Best of Kiss - The DVD Collection (Video short 2004) - Himself (Archivaufnahmen und Audio-) (Nicht im Abspann)

## Tourografie

### Mit Meatloaf
- Bat Out of Hell Tour (1977–1978)

### Mit KISS
- Animalize World Tour (1984–1985)
- Asylum Tour (1985–1986)
- Crazy Nights World Tour (1987–1988)
- Hot in the Shade World Tour (1990)
- Revenge Tour (1992)
- Kiss My Ass World Tour (1994–1995)